# Maisons-Alfort
Maisons-Alfort és un municipi francès, situat al departament de la Val-de-Marne i a la regió de l'Illa de França. L'any 2004 tenia 54.600 habitants.
Forma part del cantó de Maisons-Alfort i del districte de Créteil. I des del 2016, de la divisió Paris-Est-Marne et Bois de la Metròpoli del Gran París.